# Macropsella nigra
Macropsella nigra är en insektsart som beskrevs av Evans 1971. Macropsella nigra ingår i släktet Macropsella och familjen dvärgstritar. Inga underarter finns listade i Catalogue of Life.